# 朱成釨
枣强靖安王朱成釨（1460年—1496年7月19日），明朝代隐王朱仕㙻庶七子，一作庶六子。

## 生平
天顺八年（1464年）十二月赐名。成化九年（1473年）四月，明宪宗命安远侯柳景、驸马都尉周景、遂安伯陈韶、靖远伯王添、定襄伯郭嵩、伏羌伯毛锐为正使，吏科给事中王瑞、户科给事中张海、礼科给事中成实、兵科给事中郭镗、刑科给事中黄澄、工科给事中和逊为副使，持节册封朱成釨为枣强王。成化十年（1474年）四月，宪宗遣魏国公徐俌、富阳伯李舆、安乡伯张宁、东宁伯焦俊为正使，中书舍人蹇霖、吏部员外郎国泰、礼部郎中李温、工部郎中顾瑾为副使，持节册封西城兵马副指挥苏宁的女儿为枣强王妃。
朱成釨的兄长代惠王朱成鍊死后，本应由庶长子武邑王朱聪沬袭封，但朱聪沬获罪被废为庶人，迁居太原府，由代惠王次子乐昌王朱聪涓署理代王府事，代王位空悬。弘治五年（1492年）二月，朱聪沬母王夫人与朱成釨等王及潞城长子朱成鑘、朱成鑘二弟镇国将军朱成銴等宗室将军各自上奏称朱聪沬已悔悟，请求宽恕让他回本府居住；请求看在朱聪沬子朱俊杖是代惠王的长孙，命他继承代王或封代世孙以奉宗祀。明孝宗命宗亲府部大臣会议，认为朱聪沬是奉旨被外迁，朱俊杖是朱聪沬为武邑王时所生的庶长子，众人的请求不合法度。孝宗认可。朱成釨又想入京为朱聪沬、朱俊杖求情，孝宗认为此事已经议定，令告谕阻止朱成釨入京。四月，王氏、朱成釨、朱成鑘、朱成銴等奏朱聪涓署理代王府事有所不便，请求宽恕朱聪沬，并封朱俊杖嗣代王以奉代王祭祀事。礼部会议覆奏，孝宗说朱聪沬所犯不法原本难以轻饶，但整个代王府都为他上奏求情，姑且从宽，命他以革爵武邑王的身份仍居太原，恢复冠带闲住；封朱俊杖为代国长子管代王府事，令朱聪涓回本府，此后不得干预代王府事。七年（1494年）三月，朱成釨再上奏请求让朱聪沬复爵，且想要亲自入京陈说。孝宗说朱聪沬获罪被革爵，难以嗣爵，责怪朱成釨既奏扰又欲违例入京，不许。
弘治八年（1495年）五月，朱成釨因生母张夫人得病，请求赐药饵。明孝宗命酌量给之。
弘治九年（1496年）六月，朱成釨薨。明孝宗得知死讯，辍朝一日，按制度赐祭葬，谥安靖。《明史》作谥靖安。十一年（1498年）十月，孝宗命给朱成釨王妃苏氏及年幼子女食米每年五十石。十七年（1504年）十二月，朱成釨的嫡长子朱聪滋袭封。

## 家庭

### 妻妾
- 王妃苏氏

### 子孙
- 嫡长子枣强康惠王朱聪滋